# Monark X
Monark X var ett punkband från Hultsfred bildat 2007. Bandet släppte 2009 sin första skiva på skivbolaget Buzzbox Records och släppte året därefter ännu en EP. Bandet spelade under sommaren 2009 på ett flertal av Sveriges större festivaler, såsom Hultsfredsfestivalen, Peace & Love och Siestafestivalen.. När Pelle Andersson under 2010 flyttade till Borlänge, skaffade bandet en ny basist, Alfred Svensson, bytte musikstil och blev ett helt nytt band vid namn Huvudlinjen.

## Medlemmar
Senaste medlemmar
- Pelle Andersson – sång, basgitarr
- Jocke Strindberg – sång, gitarr
- John Petersson – gitarr
- Andreas Svensson – trummor

Tidigare medlemmar
- Malin Henrikson – tenorsaxofon

## Diskografi
Studioalbum
- 2009 - I en annan del av Hultsfred (CD, mini-album)
- 2010 - Vart är vi på väg? (CD, mini-album)

## Fotnoter
1. ↑  Vimmerby tidning: Intervju Arkiverad 4 mars 2016 hämtat från the Wayback Machine.
2. ↑  Zero Music Magazine: Recension Arkiverad 25 mars 2012 hämtat från the Wayback Machine.
3. ↑  Groove: Recension
4. ↑  Buzzbox Records[död länk]
5. ↑  Hultsfredsfestivalen: Artistsida Monark X Arkiverad 10 juni 2009 hämtat från the Wayback Machine.
6. ↑  Peace & Love: Artistsida Monark X Arkiverad 15 juni 2009 hämtat från the Wayback Machine.
7. ↑  ”Siestafestivalen: Bayamscenen”. Arkiverad från originalet den 20 juni 2009. https://web.archive.org/web/20090620042712/http://www.siestafestivalen.se/. Läst 15 juni 2009.